# Frank-Peter Bischof
Frank-Peter Bischof (Forst, RDA, 20 de agosto de 1954) es un deportista de la RDA que compitió en piragüismo en la modalidad de aguas tranquilas.
Participó en dos Juegos Olímpicos de Verano en los años 1976 y 1980, obteniendo una medalla de bronce en la edición de Montreal 1976 en la prueba de K4 1000 m. Ganó cinco medallas en el Campeonato Mundial de Piragüismo entre los años 1978 y 1982.

## Palmarés internacional
| Juegos Olímpicos   | Juegos Olímpicos         | Juegos Olímpicos  | Juegos Olímpicos |
| Año                | Lugar                    | Medalla           | Evento           |
| ------------------ | ------------------------ | ----------------- | ---------------- |
| 1976               | Montreal (Canadá)        | Medalla de bronce | K4 1000 m        |
| Campeonato Mundial |                          |                   |                  |
| Año                | Lugar                    | Medalla           | Evento           |
| 1978               | Belgrado (Yugoslavia)    | Medalla de oro    | K4 500 m         |
| 1981               | Nottingham (Reino Unido) | Medalla de bronce | K4 500 m         |
| 1981               | Nottingham (Reino Unido) | Medalla de oro    | K4 1000 m        |
| 1982               | Belgrado (Yugoslavia)    | Medalla de plata  | K4 500 m         |
| 1982               | Belgrado (Yugoslavia)    | Medalla de plata  | K4 1000 m        |